# Disputa de Marburgo

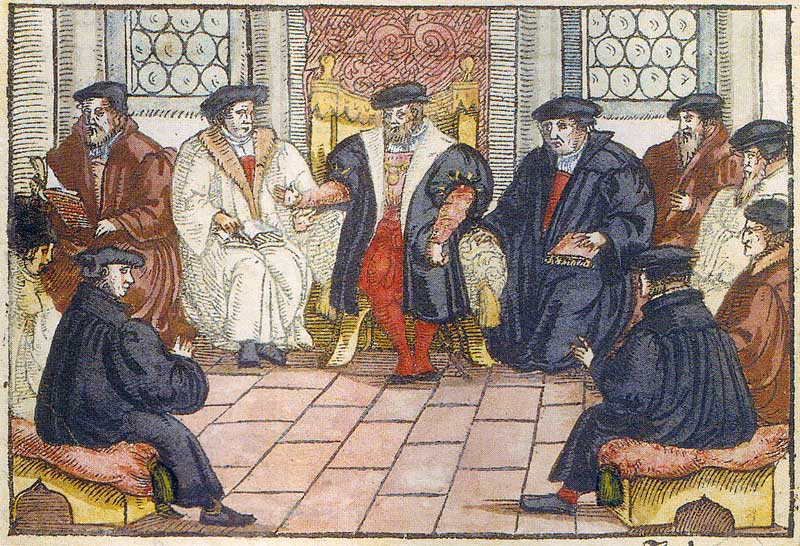
Os reformadores debatendo em Marburgo em 1529. Xilografía anônima de 1557.

A disputa de Marburgo aconteceu de 1 a 4 de outubro de 1529 no castelo de Marburgo em Hesse (Alemanha).
Este colóquio aconteceu por iniciativa de Felipe I de Hesse e reuniu as principais figuras do protestantismo. Lutero, Brenz, Osiander e Melanchton opunham-se a Zuinglio e Ecolampadio, enquanto Bucer, Hedio e Capito esforçaram-se para conciliar as duas partes.

## Contexto
A disputa tinha por finalidade resolver as diferenças entre Martinho Lutero e Ulrico Zuinglio sobre a realidade da presença de Cristo quando se celebra a Eucaristia.
A ambição política de Felipe I de Hesse consistia em reunir aos Estados protestantes dentro de uma aliança política e para isso era conveniente conseguir ou favorecer uma harmonia religiosa. Felipe esperava que Lutero pudesse inspirar uma aliança entre os príncipes protestantes e assim reforçar sua posição em frente à ameaça das forças católicas.

## Colóquio
Lutero e Zuínglio puseram-se de acordo sobre catorze temas, mas não a respeito do décimo quinto, a Eucaristia.
Lutero defendia que as palavras "Este é meu corpo, este é meu sangue" deveriam ser interpretadas ao pé da letra como ensinando que o corpo e o sangue de Cristo estão realmente presentes no sacramento. Lutero afirmou: "Quando Deus fala, os pobres homens devem escutar" (em alemão:  "Wenn Gott etwas redet, so sollen die armem menschen hören").
Zuínglio considerava que o pão e o vinho não são mais que símbolos de Cristo e que deveriam interpretar as palavras de instituição da Ceia pronunciadas por Jesus "Este é meu corpo" como "Isto significa meu corpo." E manifestou: "Deus não nos exige que creiamos no incompreensível" (em alemão:  "Gott mutet uns nicht zu, dás Unbegreifliche zu glauben").
Ao final do colóquio Lutero resumiu: "Nosso espírito e vosso espírito não estão de acordo" (em alemão:  "Unser Geist und euer Geist reimt sich nicht zusammen").
No ano seguinte, na Dieta de Augsburgo de 1530, os 'zuinglianos e os luteranos falaram dos mesmos temas e apresentaram as mesmas divergências.